# Johann Forster (Theologe)

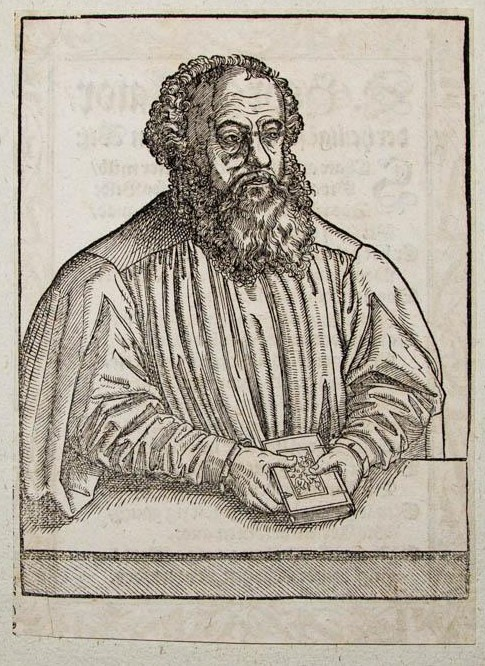
Johann Forster (Holzschnitt, 1562)

Johann Forster (auch Ioannes Forsterus, Förster oder Forstheim) (* 10. Juli 1496 in Augsburg; † 8. Dezember 1556 in Wittenberg) war ein deutscher lutherischer Theologe des 16. Jahrhunderts, Sprachwissenschaftler und Wegbegleiter der Reformation.

## Leben

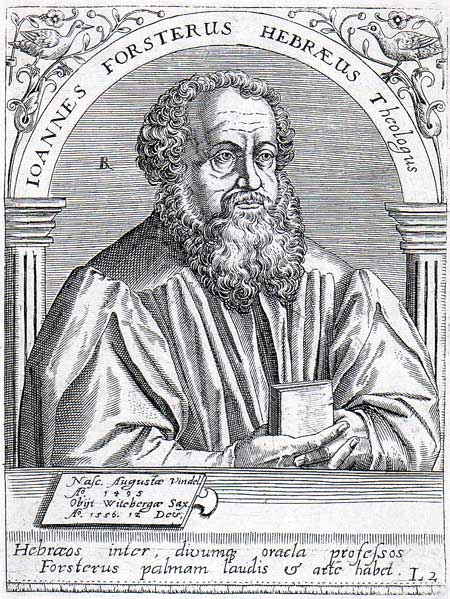
Johann Forster (Kupferstich)

Johann Forster war der Sohn des Schlossers in Augsburg Veit Forster und dessen Frau Felitzitas Nagler. Nach dem Schulbesuch in seiner Vaterstadt immatrikulierte er sich am 24. September 1515 an der Universität Ingolstadt. 1517 erwarb er den akademischen Grad eines Baccalaureus und im Januar 1520 den Grad eines Magisters der freien Künste. Zudem erwarb er an der bayrischen Landesuniversität unter Johannes Reuchlin umfangreiche Kenntnisse in der hebräischen Sprache.
Als Ingolstadt von der Pest heimgesucht wurde, bezog Forster die Leipziger Universität, wo er sich im Sommersemester 1521 immatrikulierte und den bekannten Humanisten Petrus Mosellanus hörte. Im Mai 1525  wurde er vom Rat in Zwickau als Lehrer der hebräischen Sprache an das dortige Kollegium berufen. Nach einer Kirchenvisitation durch Georg Spalatin, Anton Musa und Anarg zu Wildenfels bat er um eine Versetzung, weil er bei der Neubesetzung des Schulrektorats übergangen wurde.
Im April 1529 nahm er seinen Abschied von Zwickau und wandte sich der Universität in Wittenberg zu, wo er sich am 1. Juni 1530 in die Studentenmatrikel der Universität eintrug. Im Frühjahr wurde ihm eine Predigerstelle in der Schlosskirche übertragen. In diesem Amt bewährte er sich so sehr, dass er auf Wunsch Martin Luthers, dem er bei der Übersetzung der Bibel half, vom Wittenberger Rat als Diakon an der Stadtkirche eingesetzt wurde. Forster gehörte zu den täglichen Tischgenossen im Hause Luthers.
1535 wurde Forster auf Bitten des Augsburger Rates als Prediger an die Augsburger St. Johannis-Kirche gesandt. Nachdem er am 12. Juli 1537 Prediger an der Heilig-Kreuz-Kirche in Augsburg geworden war, verwickelte er sich in Streitigkeiten mit seinen Amtsbrüdern und dem Rat der Stadt, woraufhin er am 25. November 1538 entlassen wurde. Deshalb kam er im Dezember 1538 der Einladung Joachim Camerarius nach, den Lehrstuhl für die Hebräische Sprache an der Universität Tübingen zu übernehmen. Am 15. Januar 1539 gelangte er dort an, trat dort am 7. Februar in die theologische Fakultät ein und wurde am 17. Februar 1539 Professor für Hebräisch. Er erwarb dort am 8. Dezember desselben Jahres die Doktorwürde. Sein Festhalten an den Ideen der Reformation brachte ihm jedoch 1541 den Verlust seines Amtes ein.
1541 wurde Forster Propsteiverwalter an St. Lorenz in Nürnberg. Am 5. Oktober wurde er auf Bitten des Rates der Stadt Regensburg für einige Monate zur Einführung der Reformation dorthin entsandt. Am 5. Januar 1543 kehrte er nach Nürnberg zurück. Am 25. September 1543 erhielt der zur Reformation in die Grafschaft Henneberg-Schleusingen gerufene Forster sein Dienstzeugnis vom Rat der Stadt Nürnberg und Mitte Oktober seine von dem damals noch katholischen Grafen Wilhelm unterschriebene Bestallung zum Reformator der Grafschaft Henneberg-Schleusingen.
Von 1544 bis 1547 führte Forster dort durch Visitationen und die Einführung entsprechender reformatorischer Ordnungen (u. a. die Agende Veit Dietrichs) sowie Ordinationen (wenigstens bis Ostern 1547) die Reformation ein. Auseinandersetzungen mit den beiden Grafen um die Kirchenzucht sowie die Haltung der Grafen im sogen. Schmalkaldischen Krieg veranlassten Forster, im Jahr 1547 um die Entlassung aus seinem Amt zu ersuchen. Dennoch blieben dienstliche und auch persönliche Verbindungen, auch zum Grafenhaus selbst, bis in die letzten Lebensjahre Forsters bestehen.
Im März 1548 trat Forster sein Amt als Superintendent der Diözese Merseburg an. Dieses Amt verwaltete er bis um Ostern 1549, als er abermals nach Wittenberg berufen wurde. Hier wurde Forster der Nachfolger des verstorbenen Caspar Cruciger d. Ä. auf dem Lehrstuhl des Professors für Theologie und der Hebräischen Sprache an der Wittenberger Universität und auf der damit verbundenen Predigerstelle sowie auf der Kanzel der Schlosskirche. In seinen letzten Lebensjahren konnte Forster noch sein großes wissenschaftliches Lebenswerk, das vielbändige hebräisch-lateinische Lexikon (Dictionarium hebraicum novum, Basel 1557) vollenden, ehe er am 8. Dezember 1556 starb.

## Familie
Forster hatte sich am 16. Oktober 1525 in Leipzig mit Margarethe Fischer (* Auerbach; † 8. Februar 1579 in Wittenberg) verheiratet. Aus der Ehe gingen drei Söhne und sieben Töchter hervor. Von den Kindern kennt man:
- Johann Forster (* 1538 in Augsburg; † 31. März 1587 in Bönningheim), er wurde Pfarrer in Bönningheim
- Elisabeth Forster ⚭ 13. August 1571 in Wittenberg mit d. Studenten Johann Huter
- Maria Forster ⚭ 16. Mai 1575 in Wittenberg mit dem Pfarrer in Oehna Balthasar Anser
- Anna Forster ⚭ 23. August 1575 mit dem Magister Balthasar Theodor
- Margarethe Forster († 1556)
- Charitas Forster

## Werke (Auswahl)
- Dictionarium Hebraicum novum. Basel 1557, 2. Auflage 1564.